# Šútovo
Šútovo – wieś (obec) na Słowacji położona w kraju żylińskim, w okręgu Martin. Pierwsze wzmianki o miejscowości pochodzą z roku 1403.
Według danych z dnia 31 grudnia 2010, wieś zamieszkiwało 521 osób, w tym 281 kobiet i 240 mężczyzn.
W 2001 roku rozkład populacji względem narodowości i przynależności etnicznej wyglądał następująco:
- Słowacy – 99,23%
- Czesi – 0,58%